# Arianne Hartonová

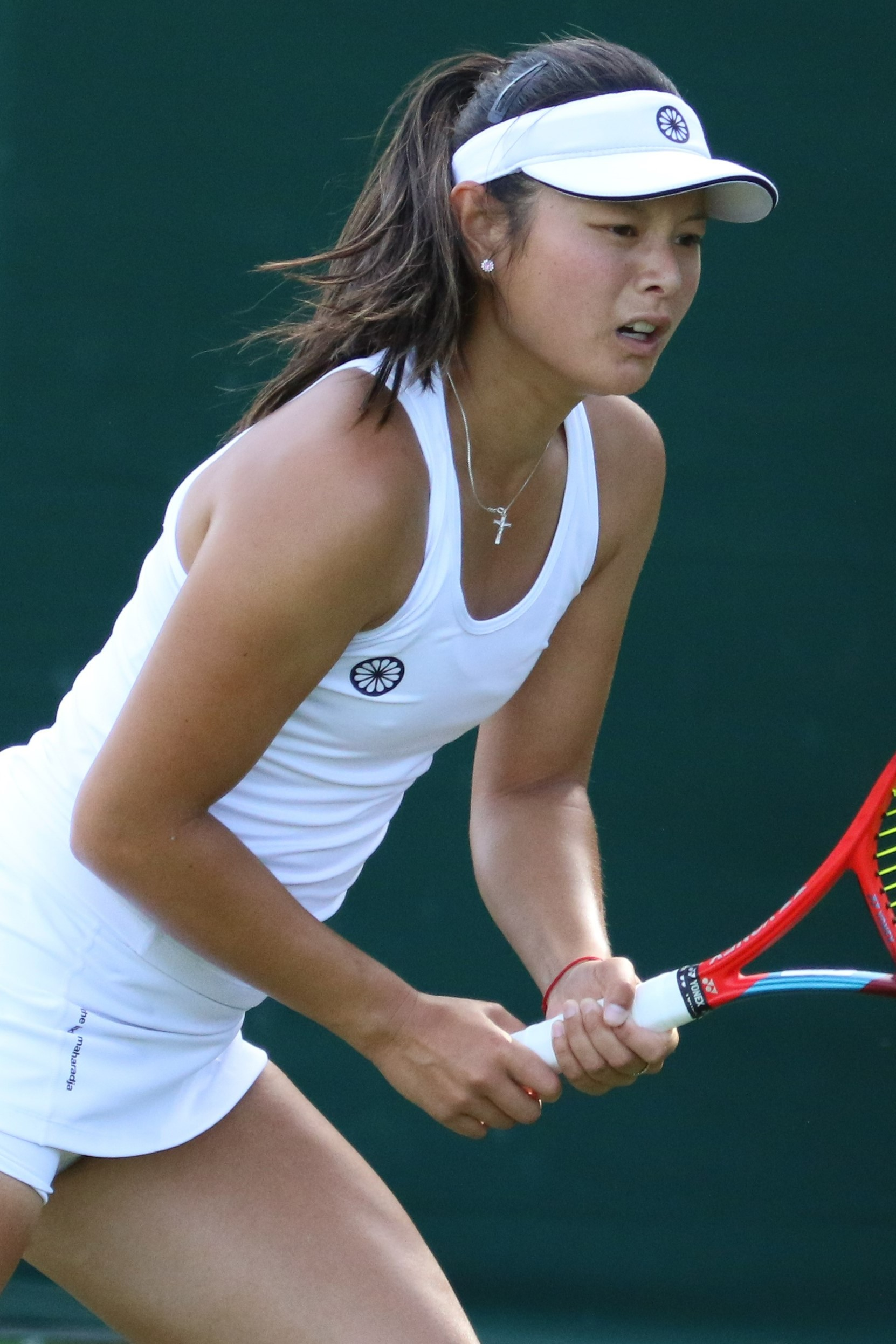
Ve wimbledonské kvalifikaci 2022 podlehla Bektasové

Arianne Hartonová (nepřechýleně Hartono, * 21. dubna 1996 Groningen) je nizozemská profesionální tenistka indonéského původu. Ve své dosavadní kariéře na okruhu WTA Tour nevyhrála žádný turnaj. V rámci okruhu ITF získala dva tituly ve dvouhře a dvanáct ve čtyřhře.
Na žebříčku WTA byla ve dvouhře nejvýše klasifikována v březnu 2022 na 139. místě a ve čtyřhře v květnu téhož roku na 161. místě.

## Soukromý život
Narodila se roku 1996 v Groningenu. Rodiče v 90. letech emigrovali z Indonésie – z území bývalé nizozemské kolonie – do Nizozemska, když otec hledal lepší pracovní uplatnění. K tenisu ji v pěti letech přivedl starší bratr Adriaan. Trénovat začala v Meppelu, kde rodina žije. Strýc Deddy a teta Lukky Tedžamuktovi byli indonéskými profesionálními tenisty na okruhu ITF. Teta zemi reprezentovala v Poháru federace.
V roce 2013 se stala finalistkou juniorského mistrovství Nizozemska 18letých a další sezónu v této věkové kategorii ovládla halový národní šampionát. V roce 2018 s vyznamenáním absolvovala hlavní bakalářský obor psychologie a vedlejší obor business administration na Mississippské univerzitě, kde hrála tenis za univerzitní tým Rebelů. V roce 2018 ovládla jako první nizozemský hráč 1. divizi meziuniverzitního tenisového šampionátu žen NCAA. Byla tak vyhlášena nejlepší americkou univerzitní tenistkou a převzala cenu Honda Sports Award. Po ukončení studia se stala profesionální tenistkou.

## Tenisová kariéra
V rámci hlavních soutěží událostí okruhu ITF debutovala v červnu 2016, když na turnaji v Antalyi, dotovaném 10 tisíci dolary, vypadla v úvodním kole s nejvýše nasazenou Francouzkou Lou Brouleauovou ze čtvrté světové stovky. Další týden si z navazující antalyjské události odvezla první trofej, když s Australankou Paige Houriganovu ovládla čtyřhru. Premiérový singlový titul v této úrovni tenisu vybojovala během července 2018 v Jakartě, na turnaji s rozpočtem 15 tisíc dolarů. Ve finále přehrála Indku Mahak Jainovou figurující v osmé stovce žebříčku.
V kvalifikaci okruhu WTA Tour debutovala na travnatém Libéma Open 2019 v 's-Hertogenboschi, v jejímž prvním kole nezvládla tiebreak rozhodující sady proti Belgičance Ysaline Bonaventureové. Hlavní soutěž si poprvé zahrála na zářijovém BGL Luxembourg Open 2021, kde kvalifikačním sítem již prošla. Na úvod lucemburské dvouhry vyřadila Němku Annu-Lenu Friedsamovou po zisku zkrácené hry třetího setu. Poté však podlehla lotyšské světové třicítce Jeļeně Ostapenkové.
Debut v hlavní soutěži nejvyšší grandslamové kategorie zaznamenala v ženském singlu Australian Open 2022 po zvládnuté tříkolové kvalifikaci, v jejímž závěru zdolala Němku Jule Niemeierovou. V úvodním kole melbournské dvouhry nenašla recept na americkou světovou šedesátku Amandu Anisimovovou, přestože získala první sadu.

## Tituly na okruhu ITF
| Dotace turnajů okruhu ITF | Dotace turnajů okruhu ITF |
| ------------------------- | ------------------------- |
| 100 000 $ tournaments     | 80 000 $ tournaments      |
| 75 000 $ tournaments      | 60 000 $ tournaments      |
| 50 000 $ tournaments      | 25 000 $ tournaments      |
| 15 000 $ tournaments      | 10 000 $ tournaments      |

### Dvouhra (2 tituly)
| Č. | datum         | turnaj             | povrch | poražená finalistka | výsledek |
| -- | ------------- | ------------------ | ------ | ------------------- | -------- |
| 1. | červenec 2018 | Jakarta, Indonésie | tvrdý  | Mahak Jainová       | 6–4, 6–1 |
| 2. | červen 2019   | Jakarta, Indonésie | tvrdý  | Rifanty Kahfianiová | 6–2, 6–3 |

### Čtyřhra (12 titulů)
| Č.  | datum         | turnaj                               | povrch    | spoluhráčka           | poražené finalistky                              | výsledek         |
| --- | ------------- | ------------------------------------ | --------- | --------------------- | ------------------------------------------------ | ---------------- |
| 1.  | červen 2016   | Antalya, Turecko                     | tvrdý     | Paige Houriganová     | Raluca Șerbanová Miriana Tonová                  | 6–3,skreč        |
| 2.  | červen 2017   | Guimaraes, Portugalsko               | tvrdý     | Juriko Mijazakiová    | Maria Masiniová Olga Parresová Azcoitiová        | 7–5, 6–0         |
| 3.  | červenec 2018 | Jakarta, Indonésie                   | tvrdý     | Aldila Sutdžiadiová   | Mana Ajukawová Zeel Desaiová                     | 6–1, 6–2         |
| 4.  | září 2018     | Haren, Nizozemsko                    | antuka    | Suzan Lamensová       | Jukina Saigová Dominique Karregatová             | 6–1, 6–7, [10–4] |
| 5.  | únor 2019     | Monastir, Tunisko                    | tvrdý     | Eva Vedderová         | Andrea Lázarová Garcíaová Despina Papamichailová | 6–4, 3–6, [10–7] |
| 6.  | červen 2019   | Jakarta, Indonésie                   | tvrdý     | Nadia Ravitová        | Lee Barnardová Zani Barnardová                   | 2–6, 6–4, [11–9] |
| 7.  | říjen 2020    | Funchal, Portugalsko                 | tvrdý     | Eva Vedderová         | Ingrid Gamarra Martinsová Beatriz Haddad Maiová  | 4–6, 6–1, [10–7] |
| 8.  | listopad 2020 | Lousada, Portugalsko                 | tvrdý (h) | Juriko Mijazakiová    | Rija Bhatiová Inês Murtová                       | 6–1, 5–7, [10–7] |
| 9.  | červen 2021   | Porto, Portugalsko                   | tvrdý     | Juriko Mijazakiová    | Mana Ajukawová Akiko Omaeová                     | 7–5, 6–2         |
| 10. | srpen 2021    | San Bartolomé de Tirajana, Španělsko | antuka    | Olivia Tjandramuliová | María Lourdes Carléová Julieta Estableová        | 6–4, 2–6, [10–7] |
| 11. | říjen 2021    | Cherbourg-en-Cotentin, Francie       | tvrdý (h) | Sarah Beth Greyová    | Estelle Cascinová Camilla Rosatellová            | 6–3, 6–2         |
| 12. | listopad 2021 | Santiago, Chile                      | antuka    | Olivia Tjandramuliová | Katharina Gerlachová                             | 6–1, 6–3         |